# حاج محمد جعفر
حاج محمد جعفر یا مزرعه حاجی محمد جعفری روستایی در دهستان زردین بخش نیر شهرستان تفت استان یزد ایران است.

## جمعیت
بر پایه سرشماری عمومی نفوس و مسکن در سال ۱۳۹۵ جمعیت این روستا ۶۸ نفر (۲۶خانوار) بوده‌است.